# Uruguay ai Giochi della XXX Olimpiade
L'Uruguay ha partecipato ai Giochi della XXX Olimpiade di Londra che si sono svolti dal 27 luglio al 12 agosto 2012. È stata la 20ª partecipazione consecutiva degli atleti uruguaiani ai giochi olimpici estivi ad esclusione dell'edizione di Mosca 1980 a supporto del boicottaggio statunitense.
Gli atleti della delegazione uruguaiana sono stati 29 (26 uomini e 3 donne), in 8 discipline. Il portabandiera durante la cerimonia di apertura è stato il canottiere Rodolfo Collazo. Alla cerimonia di chiusura il portabandiera è stato il velista Alejandro Foglia.
L'Uruguay non ha ottenuto alcuna medaglia nel corso della manifestazione, risultato ripetuto per la terza volta consecutiva.

## Partecipanti
| Sport            | Uomini | Donne | Totale |
| ---------------- | ------ | ----- | ------ |
| Atletica Leggera | 1      | 1     | 2      |
| Calcio           | 18     | 0     | 18     |
| Canottaggio      | 2      | 0     | 2      |
| Ciclismo         | 1      | 0     | 1      |
| Judo             | 1      | 0     | 1      |
| Nuoto            | 1      | 1     | 2      |
| Tiro             | 1      | 0     | 1      |
| Vela             | 1      | 1     | 2      |
| Totale           | 26     | 3     | 29     |

## Atletica leggera
| Q | Qualificato al turno successivo per la posizione in qualificazione                                                           |
| q | Qualificato per il turno successivo per ripescaggio o, negli eventi su campo, conquistando la misura minima per qualificarsi |

### Maschile
Eventi di corsa su pista e strada
| Atleta       | Evento         | Batteria  | Batteria  | Semifinale      | Semifinale      | Finale          | Finale          |
| Atleta       | Evento         | Risultato | Posizione | Risultato       | Posizione       | Risultato       | Posizione       |
| ------------ | -------------- | --------- | --------- | --------------- | --------------- | --------------- | --------------- |
| Andrés Silva | 400 m ostacoli | 53"38     | 8°        | non qualificato | non qualificato | non qualificato | non qualificato |

### Femminile
Eventi di corsa su pista e strada
| Atleta            | Evento         | Batteria  | Batteria  | Semifinale      | Semifinale      | Finale          | Finale          |
| Atleta            | Evento         | Risultato | Posizione | Risultato       | Posizione       | Risultato       | Posizione       |
| ----------------- | -------------- | --------- | --------- | --------------- | --------------- | --------------- | --------------- |
| Déborah Rodríguez | 400 m ostacoli | 57"04     | 7ª        | non qualificata | non qualificata | non qualificata | non qualificata |

## Calcio

### Maschile
Rosa
Presenze e reti aggiornate all'11 agosto 2012.
| N. | Pos. | Giocatore              | Data nascita (età)         | Pres. | Reti | Squadra           |
| -- | ---- | ---------------------- | -------------------------- | ----- | ---- | ----------------- |
| 1  | P    | Martín Campaña         | 29 maggio 1989 (23 anni)   |       |      | Cerro Largo       |
| 2  | D    | Ramón Arias            | 27 luglio 1992 (19 anni)   |       |      | Defensor Sporting |
| 3  | D    | Diego Polenta          | 6 febbraio 1992 (20 anni)  |       |      | Genoa             |
| 4  | D    | Sebastián Coates       | 7 ottobre 1990 (21 anni)   |       |      | Liverpool         |
| 5  | D    | Emiliano Albín         | 24 gennaio 1989 (23 anni)  |       |      | Peñarol           |
| 6  | D    | Alexis Rolín           | 7 febbraio 1989 (23 anni)  |       |      | Nacional          |
| 7  | A    | Edinson Cavani (+)     | 14 febbraio 1987 (25 anni) |       |      | Napoli            |
| 8  | C    | Maximiliano Calzada    | 21 aprile 1990 (22 anni)   |       |      | Nacional          |
| 9  | A    | Luis Suárez (+)        | 24 gennaio 1987 (25 anni)  |       |      | Liverpool         |
| 10 | C    | Gastón Ramírez         | 2 dicembre 1990 (21 anni)  |       |      | Bologna           |
| 11 | A    | Abel Hernández         | 8 agosto 1990 (21 anni)    |       |      | Palermo           |
| 12 | A    | Jonathan Urretaviscaya | 19 marzo 1990 (22 anni)    |       |      | Vitória Guimarães |
| 13 | D    | Matías Aguirregaray    | 1º aprile 1989 (23 anni)   |       |      | Palermo           |
| 14 | C    | Nicolás Lodeiro        | 21 marzo 1989 (23 anni)    |       |      | Ajax              |
| 15 | C    | Diego Rodríguez        | 4 settembre 1989 (22 anni) |       |      | Defensor Sporting |
| 16 | C    | Tabaré Viudez          | 8 settembre 1989 (22 anni) |       |      | Nacional          |
| 17 | C    | Egidio Arévalo (+)     | 1º gennaio 1982 (30 anni)  |       |      | Club Tijuana      |
| 18 | P    | Leandro Gelpi          | 27 febbraio 1991 (21 anni) |       |      | Peñarol           |

- Allenatore:  Óscar Tabárez

Prima fase - Gruppo A
| Arbitro: | O'Leary |

|           |           |                         |
| Matar 23’ | Marcatori | 42’ Ramírez 56’ Lodeiro |

| Arbitro: | Brych |

|                 |           |  |
| Konaté 10’, 37’ | Marcatori |  |

| Arbitro: | Nishimura |

|               |           |  |
| Sturridge 46’ | Marcatori |  |

| Pos. | Squadra             | Pt | G | V | N | P | GF | GS | DR |
| ---- | ------------------- | -- | - | - | - | - | -- | -- | -- |
| 1.   | Regno Unito         | 7  | 3 | 2 | 1 | 0 | 5  | 2  | +3 |
| 2.   | Senegal             | 5  | 3 | 1 | 2 | 0 | 4  | 2  | +2 |
| 3.   | Uruguay             | 3  | 3 | 1 | 0 | 2 | 2  | 4  | -2 |
| 4.   | Emirati Arabi Uniti | 1  | 3 | 0 | 1 | 2 | 3  | 6  | -3 |

- Uruguay eliminata alla prima fase.

## Canottaggio
| FA   | Qualificato in finale A (per le medaglie)     |
| FB   | Qualificato in finale B (non per le medaglie) |
| FC   | Qualificato in finale C (non per le medaglie) |
| FD   | Qualificato in finale D (non per le medaglie) |
| FE   | Qualificato in finale E (non per le medaglie) |
| FF   | Qualificato in finale F (non per le medaglie) |
| SA/B | Semifinali A/B                                |
| SC/D | Semifinali C/D                                |
| SE/F | Semifinali E/F                                |
| QF   | Qualificato ai quarti di finale               |
| R    | Ripescaggio                                   |

Maschile
| Atleta                            | Evento            | Batteria | Batteria  | Ripescaggio | Ripescaggio | Semifinali | Semifinali | Finale  | Finale    |
| Atleta                            | Evento            | Tempo    | Posizione | Tempo       | Posizione   | Tempo      | Posizione  | Tempo   | Posizione |
| --------------------------------- | ----------------- | -------- | --------- | ----------- | ----------- | ---------- | ---------- | ------- | --------- |
| Rodolfo Collazo Emiliano Dumestre | 2 di coppia p. l. | 6'58"63  | 4° R      | 6'51"67     | 5° SC/D     | 7'11"20    | 3° FC      | 6'51"94 | 16°       |

## Ciclismo

### Ciclismo su strada
Maschile
| Atleta     | Evento         | Tempo | Classifica |
| ---------- | -------------- | ----- | ---------- |
| Jorge Soto | Corsa in linea | DNF   | DNF        |

## Judo
Maschile
| Atleta      | Evento | Preliminari          | 16-esimi                       | Ottavi               | Quarti               | Semifinali           | Ripescaggio          | Med. bronzo          | Finale               | Posizione       |
| Atleta      | Evento | Avversario Risultato | Avversario Risultato           | Avversario Risultato | Avversario Risultato | Avversario Risultato | Avversario Risultato | Avversario Risultato | Avversario Risultato | Posizione       |
| ----------- | ------ | -------------------- | ------------------------------ | -------------------- | -------------------- | -------------------- | -------------------- | -------------------- | -------------------- | --------------- |
| Juan Romero | −90 kg | N.D.                 | Song D.-N. (KOR) P (0000-1001) | non qualificato      | non qualificato      | non qualificato      | non qualificato      | non qualificato      | non qualificato      | non qualificato |

## Nuoto e sport acquatici

### Nuoto
Maschile
| Atleta                  | Evento             | Batterie | Batterie   | Semifinali      | Semifinali      | Finale          | Finale          |
| Atleta                  | Evento             | Tempo    | Classifica | Tempo           | Classifica      | Tempo           | Classifica      |
| ----------------------- | ------------------ | -------- | ---------- | --------------- | --------------- | --------------- | --------------- |
| Gabriel Melconian Alvez | 100 m stile libero | 50"68    | 35º        | non qualificato | non qualificato | non qualificato | non qualificato |

Femminile
| Atleta         | Evento      | Batterie | Batterie   | Semifinali      | Semifinali      | Finale          | Finale          |
| Atleta         | Evento      | Tempo    | Classifica | Tempo           | Classifica      | Tempo           | Classifica      |
| -------------- | ----------- | -------- | ---------- | --------------- | --------------- | --------------- | --------------- |
| Inés Remersaro | 100 m dorso | 1'08"03  | 43ª        | non qualificata | non qualificata | non qualificata | non qualificata |

## Tiro a segno/volo
Maschile
| Atleta        | Evento                      | Qualificazione | Qualificazione | Finale          | Finale          |
| Atleta        | Evento                      | Punteggio      | Classifica     | Punteggio       | Classifica      |
| ------------- | --------------------------- | -------------- | -------------- | --------------- | --------------- |
| Rudi Lausarot | Carabina 10m aria compressa | 575            | 47º            | non qualificato | non qualificato |

## Vela
Maschile
| Atleta           | Evento | Regata | Regata | Regata | Regata | Regata | Regata | Regata | Regata | Regata | Regata | Regata | Punteggio Totale | Punteggio Netto | Classifica |
| Atleta           | Evento | 1      | 2      | 3      | 4      | 5      | 6      | 7      | 8      | 9      | 10     | M      | Punteggio Totale | Punteggio Netto | Classifica |
| ---------------- | ------ | ------ | ------ | ------ | ------ | ------ | ------ | ------ | ------ | ------ | ------ | ------ | ---------------- | --------------- | ---------- |
| Alejandro Foglia | Laser  | 15     | 3      | 28     | 27     | 30     | 6      | 9      | 3      | 5      | 6      | 2      | 136              | 106             | 8º         |

Femminile
| Atleta        | Evento       | Regata | Regata | Regata | Regata | Regata | Regata | Regata | Regata | Regata | Regata | Regata | Punteggio Totale | Punteggio Netto | Classifica |
| Atleta        | Evento       | 1      | 2      | 3      | 4      | 5      | 6      | 7      | 8      | 9      | 10     | M      | Punteggio Totale | Punteggio Netto | Classifica |
| ------------- | ------------ | ------ | ------ | ------ | ------ | ------ | ------ | ------ | ------ | ------ | ------ | ------ | ---------------- | --------------- | ---------- |
| Andrea Foglia | Laser Radial | 39     | 34     | 37     | 26     | 32     | 40     | 38     | 31     | 33     | 33     | EL     | 343              | 303             | 38ª        |